# Eleições locais em Malta (2007)
No dia 10 de Março de 2007 realizaram-se as eleições locais de 2007 em Malta, em dezesseis localidades de Malta e 6 Localidades de Gozo, que na sua totalidade representam cerca de um terço do total de eleitores malteses. Esta última ronda termina um ciclo iniciado em 2004, no mesmo dia em que se votaram os membros do Parlamento Europeu a nível nacional.
A afluência às urnas foi de cerca de 68%, com a localidade de Safi com a mais alta percentagem (86%) e a localidade de Swieqi com a mais baixa (53%). A maior localidade era Mosta e a menor San Lawrenz (na ilha de Gozo).

## Afluência às urnas
| Localidade   | % de votantes |
| ------------ | ------------- |
| Safi         | 86%           |
| Kerċem       | 81%           |
| San Lawrenz  | 78%           |
| Floriana     | 77%           |
| Qala         | 77%           |
| Santa Luċija | 77%           |
| Marsaxlokk   | 76%           |
| Siġġiewi     | 74%           |
| Luqa         | 73%           |
| Birgu        | 72%           |
| Mosta        | 70%           |
| Munxar       | 70%           |
| Xagħra       | 70%           |
| Ħamrun       | 69%           |
| Qormi        | 66%           |
| Paola        | 66%           |
| Birżebbuġa   | 65%           |
| Gżira        | 65%           |
| Attard       | 64%           |
| Għargħur     | 62%           |
| Żebbuġ, Gozo | 59%           |
| Swieqi       | 53%           |
| Média        | 68%           |

## Resultados
O Partido Nacional (Partit Nazzjonalista - PN), no governo, sofreu um choque nestas eleições, ao conseguir apenas 44% dos votos contra os 53% obtidos pelo Partido Trabalhista (MLP), na oposição. Os restantes 3% foram para a Alternativa Democrática (Alternativa Demokratika - AD) e para Independentes.
O líder dos Trabalhistas, o Dr. Alfred Sant, disse depois do anúncio dos resultados que o Povo Maltês queria mudança, não só localmente, como também a nível nacional. O Primeiro-Ministro, Lawrence Gonzi atribuiu à baixa afluência as urnas o revés do seu partido. Estas eleições locais foram o último teste antes das eleições gerais de meados de 2008.
Por partido foram eleitos os seguintes membros dos conselhos regionais:
- Partido Trabalhista (MLP) - 74
- Partido Nacional (Partit Nazzjonalista - PN) - 63
- Alternativa Democrática (Alternativa Demokratika - AD) - 2
- Independentes - 1 (pela localidade de Floriana)

| Localidade               | MLP | PN | AD | Ind. |
| ------------------------ | --- | -- | -- | ---- |
| Birgu                    | 4   | 1  | 0  | 0    |
| Qormi                    | 7   | 4  | 0  | 0    |
| Siġġiewi                 | 3   | 4  | 0  | 0    |
| Attard                   | 2   | 4  | 1  | 0    |
| Birżebbuġa               | 5   | 2  | 0  | 0    |
| Floriana                 | 2   | 2  | 0  | 1    |
| Gżira                    | 4   | 3  | 0  | 0    |
| Għargħur                 | 2   | 3  | 0  | 0    |
| Ħamrun                   | 5   | 4  | 0  | 0    |
| Kerċem                   | 2   | 3  | 0  | 0    |
| Luqa                     | 5   | 2  | 0  | 0    |
| Marsaxlokk               | 4   | 1  | 0  | 0    |
| Mosta                    | 6   | 5  | 0  | 0    |
| Munxar                   | 2   | 3  | 0  | 0    |
| Paola                    | 5   | 2  | 0  | 0    |
| Qala                     | 2   | 3  | 0  | 0    |
| Safi                     | 2   | 3  | 0  | 0    |
| San Lawrenz              | 2   | 3  | 0  | 0    |
| Santa Luċija             | 4   | 1  | 0  | 0    |
| Swieqi                   | 1   | 5  | 1  | 0    |
| Xagħra                   | 3   | 2  | 0  | 0    |
| Żebbuġ, Gozo             | 2   | 3  | 0  | 0    |
| Total (140 conselheiros) | 74  | 63 | 2  | 1    |